# Mars-la-Tour
Mars-la-Tour és un municipi francès situat al departament de Meurthe i Mosel·la i a la regió del Gran Est. L'any 2007 tenia 951 habitants.

## Demografia

### Població
El 2007 la població de fet de Mars-la-Tour era de 951 persones. Hi havia 325 famílies, de les quals 66 eren unipersonals (21 homes vivint sols i 45 dones vivint soles), 78 parelles sense fills, 140 parelles amb fills i 41 famílies monoparentals amb fills.
La població ha evolucionat segons el següent gràfic:
Habitants censats

### Habitatges
El 2007 hi havia 361 habitatges, 338 eren l'habitatge principal de la família, 3 eren segones residències i 19 estaven desocupats. 314 eren cases i 45 eren apartaments. Dels 338 habitatges principals, 270 estaven ocupats pels seus propietaris, 57 estaven llogats i ocupats pels llogaters i 11 estaven cedits a títol gratuït; 2 tenien una cambra, 17 en tenien dues, 28 en tenien tres, 91 en tenien quatre i 201 en tenien cinc o més. 261 habitatges disposaven pel capbaix d'una plaça de pàrquing. A 161 habitatges hi havia un automòbil i a 152 n'hi havia dos o més.

### Piràmide de població
La piràmide de població per edats i sexe el 2009 era:
| Homes | Edats   | Dones |
| ----- | ------- | ----- |
| 0     | 95 o +  | 0     |
| 0     | 90 a 94 | 4     |
| 8     | 85 a 89 | 20    |
| 0     | 80 a 84 | 4     |
| 16    | 75 a 79 | 24    |
| 12    | 70 a 74 | 16    |
| 40    | 65 a 69 | 36    |
| 16    | 60 a 64 | 16    |
| 12    | 55 a 59 | 24    |
| 16    | 50 a 54 | 28    |
| 40    | 45 a 49 | 24    |
| 28    | 40 a 44 | 36    |
| 48    | 35 a 39 | 36    |
| 20    | 30 a 34 | 20    |
| 20    | 25 a 29 | 24    |
| 24    | 20 a 24 | 8     |
| 24    | 15 a 19 | 20    |
| 40    | 10 a 14 | 36    |
| 28    | 5 a 9   | 36    |
| 20    | 0 a 4   | 16    |

## Economia
El 2007 la població en edat de treballar era de 567 persones, 417 eren actives i 150 eren inactives. De les 417 persones actives 386 estaven ocupades (214 homes i 172 dones) i 31 estaven aturades (14 homes i 17 dones). De les 150 persones inactives 52 estaven jubilades, 51 estaven estudiant i 47 estaven classificades com a «altres inactius».

### Ingressos
El 2009 a Mars-la-Tour hi havia 343 unitats fiscals que integraven 899 persones, la mediana anual d'ingressos fiscals per persona era de 17.744 €.

### Activitats econòmiques
Dels 40 establiments que hi havia el 2007, 2 eren d'empreses alimentàries, 1 d'una empresa de fabricació de material elèctric, 4 d'empreses de fabricació d'altres productes industrials, 6 d'empreses de construcció, 11 d'empreses de comerç i reparació d'automòbils, 2 d'empreses de transport, 2 d'empreses d'hostatgeria i restauració, 2 d'empreses financeres, 2 d'empreses immobiliàries, 2 d'empreses de serveis, 4 d'entitats de l'administració pública i 2 d'empreses classificades com a «altres activitats de serveis».
Dels 7 establiments de servei als particulars que hi havia el 2009, 1 era una gendarmeria, 1 taller de reparació d'automòbils i de material agrícola, 1 guixaire pintor, 2 lampisteries, 1 perruqueria i 1 restaurant.
Dels 4 establiments comercials que hi havia el 2009, 2 eren fleques, 1 una fleca i 1 una joieria.
L'any 2000 a Mars-la-Tour hi havia 7 explotacions agrícoles que ocupaven un total de 672 hectàrees.

## Equipaments sanitaris i escolars
L'únic equipament sanitari que hi havia el 2009 era una farmàcia.
El 2009 hi havia una escola elemental.

## Poblacions més properes
El següent diagrama mostra les poblacions més properes.